# Estadi Colombino
L'antic Estadi Colombino de Huelva, inaugurat el 1957 com a Estadi Municipal (nom que va mantenir fins al 1987), va ser el recinte esportiu que va acollir durant quaranta-quatre anys els partits de futbol oficials del Real Club Recreativo de Huelva.

## Història
A mitjans de la dècada de 1950, amb la intenció de construir un nou estadi per a l'equip de Huelva que millorés les instal·lacions del ja vetust Estadi del Velòdrom, es va planejar, a poc més d'un quilòmetre de distància i a la barriada d'Isla Chica, l'edificació d'un estadi d'acord amb els nous temps. L'Ajuntament i l'alcalde de la ciutat Antonio Segovia Moreno va adquirir llavors un terreny d'aproximadament quatre hectàrees per 69.000 pessetes que es trobava proper a l'Església del Sagrat Cor de Jesús.
Els treballs de construcció -sota les ordres dels arquitectes Miguel Rodríguez Cordero i Ricardo Anadón Frutos- es van iniciar el 21 de febrer de 1955 i aprofitant un turó de la zona, es va dissenyar un estadi d'un anell, amb tribuna teulada mitjançant visera i pistes d'atletisme al voltant de la gespa. L'estadi, amb capacitat per a 20.000 espectadors drets (al voltant de 17.000 asseguts ja a la seva última etapa), es va acabar de construir el 1957 després d'una inversió final de 15 milions de pessetes.
La seva inauguració oficial va ser el 6 de setembre de 1957, amb un partit en què l'equip de Huelva es va enfrontar a dos històrics espanyols més: l'Athletic Club i el Reial Madrid. Des de llavors el recinte, que va assistir al creixement imparable de la Barriada d'Isla Chica, va acollir els partits de l'equip amb petites remodelacions fins que el 2001, es va construir als afores de la ciutat l'Estadi Nuevo Colombino. El seu últim partit oficial va ser un Recreativo de Huelva - Llevant UE el dia 9 de desembre de 2001.

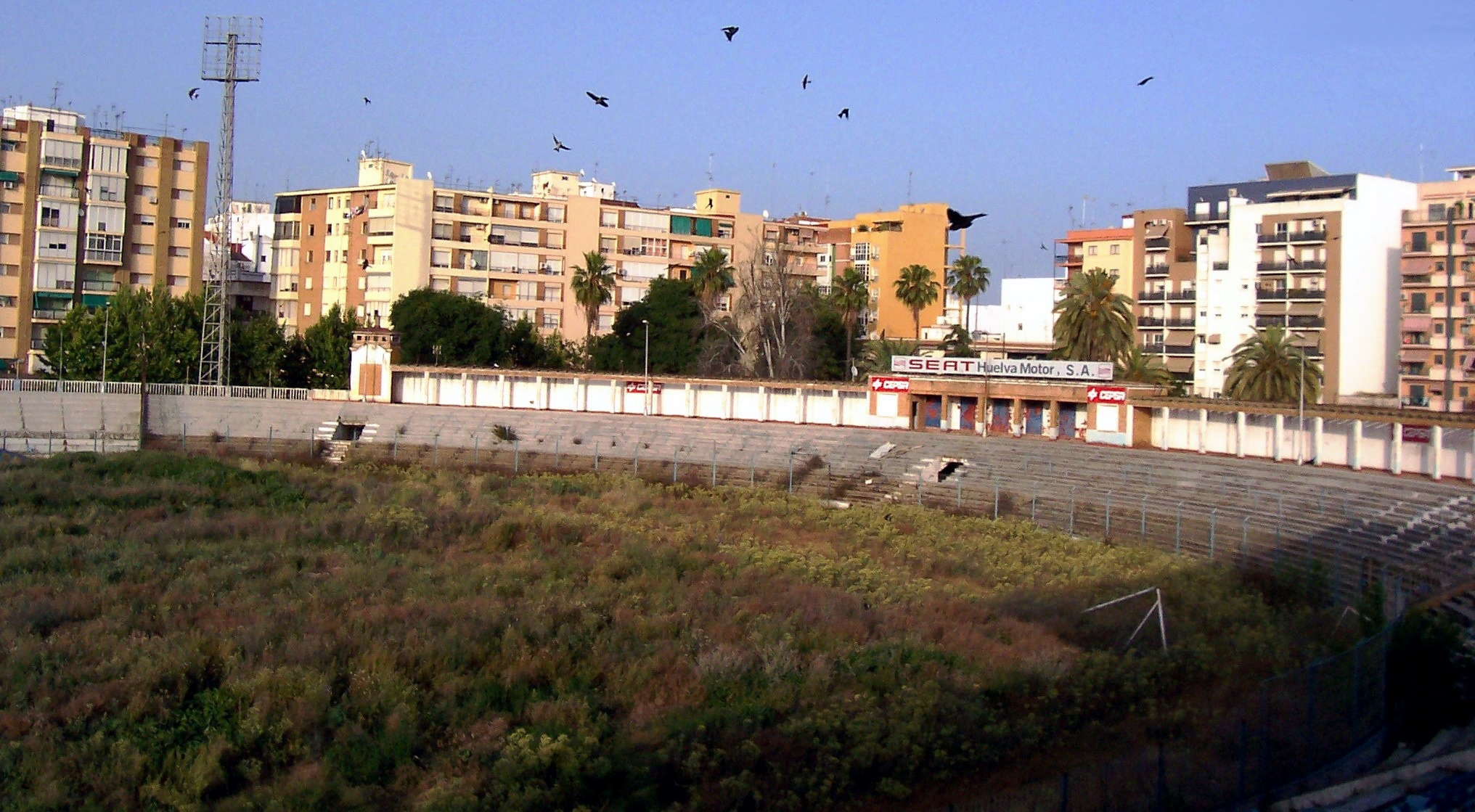
L'estadi, abandonat, el 2006.

L'edifici va quedar en desús fins a principis del 2007, quan es va procedir a la seva demolició després de vuit anys de polèmica entre l'Ajuntament, els veïns i la Junta d'Andalusia pel futur ús que hom donaria als terrenys. Al seu solar hi ha el projecte de construir habitatges, un centre comercial, aparcaments, un centre social, un hotel i un parc d'11.000 metres quadrats. El 6 d'agost del 2008 van començar les obres per a l'execució de l'enderrocament de la portada que quedava dempeus de l'antic estadi Colombino.
Després de la demolició, l'alcalde de Huelva en aquell moment, Pedro Rodríguez, va anunciar que el Pla Especial de la barriada d'Isla Chica estava en marxa. El 2015 el solar estava ocupat per un pàrquing de vehicles.